# WTA Bratislava 2000
Il WTA Bratislava 2000 è stato un torneo femminile di tennis giocato sul cemento indoor. È stata la 2ª edizione del torneo, che fa parte della categoria Tier IV nell'ambito del WTA Tour 2000. si è giocato a Bratislava in Slovacchia, dal 23 al 29 ottobre 2000.

## Campionesse

### Singolare
Dája Bedáňová ha battuto in finale  Miriam Oremans con il punteggio di 6–1, 5–7, 6–3

### Doppio
Daniela Hantuchová /  Karina Habšudová hanno battuto in finale  Petra Mandula /  Patricia Wartusch per walkover